# PetroDragonic Apocalypse
PetroDragonic Apocalypse, il cui titolo completo è PetroDragonic Apocalypse; or, Dawn of Eternal Night: An Annihilation of Planet Earth and the Beginning of Merciless Damnation, è il ventiquattresimo album in studio del gruppo musicale australiano King Gizzard & the Lizard Wizard, pubblicato nel 2023.

## Tracce
Testi di Stu Mackenzie, Ambrose Kenny-Smith, Joey Walker, Cook Craig e Lucas Harwood.
1. Motor Spirit – 8:33 (Mackenzie, Walker, Cavanagh, Craig, Kenny-Smith, Harwood)
2. Supercell – 5:06 (Mackenzie, Walker, Cavanagh, Craig, Kenny-Smith, Harwood)
3. Converge – 6:16 (Mackenzie, Walker, Cavanagh, Craig, Kenny-Smith, Harwood)
4. Witchcraft – 5:04 (Mackenzie, Walker, Cavanagh, Craig)
5. Gila Monster – 4:36 (Mackenzie, Walker, Cavanagh, Craig, Kenny-Smith)
6. Dragon – 9:45 (Mackenzie, Walker, Cavanagh, Craig, Kenny-Smith)
7. Flamethrower – 9:21 (Mackenzie, Walker, Cavanagh, Craig, Kenny-Smith)

- Traccia Bonus Vinile

1. Dawn of Eternal Night (featuring Leah Senior) – 14:22 (Mackenzie)

## Formazione
- Stu Mackenzie – chitarra, basso, voce, sintetizzatore
- Ambrose Kenny-Smith – voce, sintetizzatore
- Joey Walker – chitarra, basso, voce, sintetizzatore
- Michael Cavanagh – batteria, percussioni, voce, drum kit elettronico
- Cook Craig – basso, voce, sintetizzatore
- Lucas Harwood – sintetizzatore
- Leah Senior – voce parlata (in Dawn of Eternal Night)

## Classifiche
| Classifica (2023) | Posizione raggiunta |
| ----------------- | ------------------- |
| Australia)        | 2                   |
| Stati Uniti       | 85                  |